# Gran Premi d'Espanya del 2011
El Gran Premi d'Espanya de Fórmula 1 de la temporada 2011 s'ha disputat al Circuit de Montmeló, del 20 al 22 de maig del 2011.

## Classificació
| Pos                                           | No | Pilot              | Constructor          | Part 1       | Part 2   | Part 3       | Sortida |
| --------------------------------------------- | -- | ------------------ | -------------------- | ------------ | -------- | ------------ | ------- |
| 1                                             | 2  | Mark Webber        | Red Bull-Renault     | 1:23.619     | 1:21.773 | 1:20.981     | 1       |
| 2                                             | 1  | Sebastian Vettel   | Red Bull-Renault     | 1:24.142     | 1:21.540 | 1:21.181     | 2       |
| 3                                             | 3  | Lewis Hamilton     | McLaren-Mercedes     | 1:24.370     | 1:22.148 | 1:21.961     | 3       |
| 4                                             | 5  | Fernando Alonso    | Ferrari              | 1:23.485     | 1:22.813 | 1:21.964     | 4       |
| 5                                             | 4  | Jenson Button      | McLaren-Mercedes     | 1:24.428     | 1:22.050 | 1:21.996     | 5       |
| 6                                             | 10 | Vitali Petrov      | Renault              | 1:23.069     | 1:22.948 | 1:22.471     | 6       |
| 7                                             | 8  | Nico Rosberg       | Mercedes             | 1:23.507     | 1:22.569 | 1:22.599     | 7       |
| 8                                             | 6  | Felipe Massa       | Ferrari              | 1:23.506     | 1:23.026 | 1:22.888     | 8       |
| 9                                             | 12 | Pastor Maldonado   | Williams-Cosworth    | 1:23.406     | 1:22.854 | 1:22.952     | 9       |
| 10                                            | 7  | Michael Schumacher | Mercedes             | 1:22.960     | 1:22.671 | Sense temps1 | 10      |
| 11                                            | 18 | Sébastien Buemi    | Toro Rosso-Ferrari   | 1:23.962     | 1:23.231 |              | 11      |
| 12                                            | 17 | Sergio Pérez       | Sauber-Ferrari       | 1:24.209     | 1:23.367 |              | 12      |
| 13                                            | 19 | Jaime Alguersuari  | Toro Rosso-Ferrari   | 1:24.049     | 1:23.694 |              | 13      |
| 14                                            | 16 | Kamui Kobayashi    | Sauber-Ferrari       | 1:23.656     | 1:23.702 |              | 14      |
| 15                                            | 20 | Heikki Kovalainen  | Lotus-Renault        | 1:25.874     | 1:25.403 |              | 15      |
| 16                                            | 15 | Paul di Resta      | Force India-Mercedes | 1:24.332     | 1:26.126 |              | 16      |
| 17                                            | 14 | Adrian Sutil       | Force India-Mercedes | 1:24.648     | 1:26.571 |              | 17      |
| 18                                            | 21 | Jarno Trulli       | Lotus-Renault        | 1:26.521     |          |              | 18      |
| 19                                            | 11 | Rubens Barrichello | Williams-Cosworth    | 1:26.910     |          |              | 19      |
| 20                                            | 24 | Timo Glock         | Virgin-Cosworth      | 1:27.315     |          |              | 20      |
| 21                                            | 23 | Vitantonio Liuzzi  | HRT-Cosworth         | 1:27.809     |          |              | 21      |
| 22                                            | 22 | Narain Karthikeyan | HRT-Cosworth         | 1:27.908     |          |              | 22      |
| 23                                            | 25 | Jérôme d'Ambrosio  | Virgin-Cosworth      | 1:28.556     |          |              | 23      |
| Temps de tall per la regla del 107%: 1:28.767 |    |                    |                      |              |          |              |         |
| 24                                            | 9  | Nick Heidfeld      | Renault              | Sense temps2 |          |              | 24      |

Notes:
1. ^  – Michael Schumacher va tenir problemess amb el KERS al final de la Q2 i no va marcar cap temps per la Q3.
2. ^  – Nick Heidfeld no va poder marcar cap temps degut a l'incendi del seu cotxe als entrenaments lliures. Malgrat això se li va permetre participar en la cursa per haver demostrat a les tandes d'entrenaments lliures que assolien temps que estaven repetidament per sota de la regla del 107%.

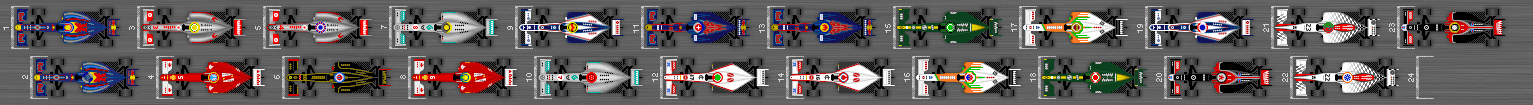
Graella després de la qualificació del GP.

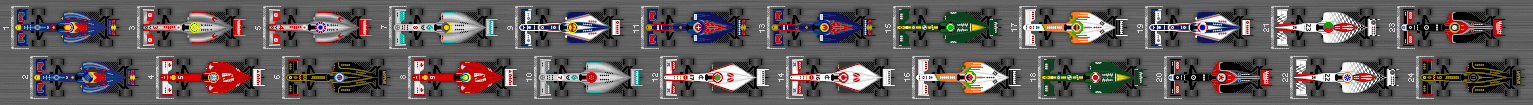
Graella de sortida del GP.

Graella

## Cursa
| Pos | No | Pilot              | Constructor            | Voltes | Temps / Retirada | Pos.Sortida | Punts |
| --- | -- | ------------------ | ---------------------- | ------ | ---------------- | ----------- | ----- |
| 1   | 1  | Sebastian Vettel   | Red Bull - Renault     | 66     | 1h 39' 03. 301   | 2           | 25    |
| 2   | 3  | Lewis Hamilton     | McLaren - Mercedes     | 66     | + 0.630 s        | 3           | 18    |
| 3   | 4  | Jenson Button      | McLaren - Mercedes     | 66     | + 35.697 s       | 5           | 15    |
| 4   | 2  | Mark Webber        | Red Bull - Renault     | 66     | + 47.966 s       | 1           | 12    |
| 5   | 5  | Fernando Alonso    | Ferrari                | 65     | + 1 Volta        | 4           | 10    |
| 6   | 7  | Michael Schumacher | Mercedes               | 65     | + 1 Volta        | 10          | 8     |
| 7   | 8  | Nico Rosberg       | Mercedes               | 65     | + 1 Volta        | 7           | 6     |
| 8   | 9  | Nick Heidfeld      | Renault                | 65     | + 1 Volta        | 24          | 4     |
| 9   | 17 | Sergio Pérez       | Sauber - Ferrari       | 65     | + 1 Volta        | 12          | 2     |
| 10  | 16 | Kamui Kobayashi    | Sauber - Ferrari       | 65     | + 1 Volta        | 14          | 1     |
| 11  | 10 | Vitali Petrov      | Renault                | 65     | + 1 Volta        | 6           |       |
| 12  | 15 | Paul di Resta      | Force India - Mercedes | 65     | + 1 Volta        | 16          |       |
| 13  | 14 | Adrian Sutil       | Force India - Mercedes | 65     | + 1 Volta        | 17          |       |
| 14  | 18 | Sébastien Buemi    | Toro Rosso - Ferrari   | 65     | + 1 Volta        | 11          |       |
| 15  | 12 | Pastor Maldonado   | Williams - Cosworth    | 65     | + 1 Volta        | 9           |       |
| 16  | 19 | Jaime Alguersuari  | Toro Rosso - Ferrari   | 64     | + 2 Voltes       | 13          |       |
| 17  | 11 | Rubens Barrichello | Williams - Cosworth    | 64     | + 2 Voltes       | 19          |       |
| 18  | 21 | Jarno Trulli       | Lotus - Renault        | 64     | + 2 Voltes       | 18          |       |
| 19  | 24 | Timo Glock         | Virgin - Cosworth      | 63     | + 3 Voltes       | 20          |       |
| 20  | 25 | Jérôme d'Ambrosio  | Virgin - Cosworth      | 62     | + 4 Voltes       | 23          |       |
| 21  | 22 | Narain Karthikeyan | HRT - Cosworth         | 61     | + 5 Voltes       | 22          |       |
| Ret | 6  | Felipe Massa       | Ferrari                | 57     | Caixa de canvi   | 8           |       |
| Ret | 20 | Heikki Kovalainen  | Lotus - Renault        | 47     | Accident         | 15          |       |
| Ret | 23 | Vitantonio Liuzzi  | HRT - Cosworth         | 27     | Caixa de canvi   | 21          |       |

## Altres
- Pole: Mark Webber 1' 20. 981

- Volta ràpida: Lewis Hamilton 1' 26. 727 (a la volta 52)

## Classificació del mundial després de la cursa
| Pos | Pilot            | Punts |
| --- | ---------------- | ----- |
| 1   | Sebastian Vettel | 118   |
| 2   | Lewis Hamilton   | 77    |
| 3   | Mark Webber      | 67    |
| 4   | Jenson Button    | 61    |
| 5   | Fernando Alonso  | 51    |

| Pos | Constructor      | Punts |
| --- | ---------------- | ----- |
| 1   | Red Bull-Renault | 185   |
| 2   | McLaren-Mercedes | 138   |
| 3   | Ferrari          | 75    |
| 4   | Renault          | 46    |
| 5   | Mercedes         | 40    |

- Nota: Només s'inclouen els 5 primers de cada classificació. Per veure-la completa aneu a Temporada 2011 de Fórmula 1